# Bundesstraße 240
Pour les articles homonymes, voir Route 240.
La Bundesstraße 240 est une Bundesstraße du Land de Basse-Saxe.

## Itinéraire
Elle commence à la Bundesstraße 83 entre Hehlen et Bodenwerder et mène par les massifs d'Ith et Külf et se termine en face de Gronau sur la Bundesstraße 3.
Dans le cadre d'une meilleure connexion de l'arrondissement de Holzminden aux centres métropolitains et aux axes longue distance, des plans sont en cours pour contourner Eime, Marienhagen, Weenzen et Eschershausen et pour construire un tunnel à travers l'Ith pour Capellenhagen.

## Source
- (de) Cet article est partiellement ou en totalité issu de l’article de Wikipédia en allemand intitulé « Bundesstraße 240 » (voir la liste des auteurs).